# 西茶縣
西茶县（越南语：／）是越南广义省历史上的一个旧县。面积339.10平方千米，2020年总人口20168人。

## 地理
西茶县东接茶蓬县；西和北接广南省北茶眉县；南接山西县和山河县。

## 历史
2003年12月1日，茶蓬县以茶丰社、茶军社、茶溪社、茶寿社、茶生社、茶岭社、茶岩社、茶中社、茶清社9社析置西茶县，县莅茶丰社。
2020年1月10日，西茶县并入茶蓬县。

## 行政区划
西茶县下辖9社，县莅茶丰社。
- 茶溪社（Xã Trà Khê）
- 茶岭社（Xã Trà Lãnh）
- 茶岩社（Xã Trà Nham）
- 茶丰社（Xã Trà Phong）
- 茶军社（Xã Trà Quân）
- 茶清社（Xã Trà Thanh）
- 茶寿社（Xã Trà Thọ）
- 茶中社（Xã Trà Trung）
- 茶生社（Xã Trà Xinh）